# クレア・クレメン
クレア・クレメン (英語: laire Kremen、1961年1月20日 - ) は、アメリカ合衆国の保全生物学者である。彼女はブリティッシュ・コロンビア大学の保全生物学の教授であり、以前はカリフォルニア大学バークレー校で名誉教授を務めていた。

## 初期の人生と教育
クレメンはスタンフォード大学で理学士号を取得して卒業した。 1982年に生物学の博士号を取得し、1987年にデューク大学で動物学の博士号を取得した。

## 経歴
クレメンは博士号を取得すると、保全生物学の非営利団体で10年間働いた。彼女は、Webベースの生物多様性データベースを使用して、マダガスカルの森林破壊が種の分布に与える影響を調査を行った。クレメンは最終的に北米に戻り、プリンストン大学で4年間教授職に就いた後、カリフォルニア大学バークレー校で環境科学、政策、管理の教授になった。
クレメンはカリフォルニア大学バークレー校での初期の在職期間中、花粉交配者の地位に関する委員会のメンバーも務め、動物の受粉に依存する作物生産に関する最初の世界的な研究を主導した。彼女は研究が認められ、2007年マッカーサーフェロープログラムに選ばれ、今後5年間は無制限の50万ドルの賞を受賞した。同じ年に、クレメンは彼女のプロジェクト「生物多様性が生態系サービスをどのように促進するか：変化するカリフォルニアの風景におけるアーモンド作物受粉の機械論的研究」でアメリカ芸術科学アカデミーからヘルマンフェローシップを授与された"。クレメンは、環境科学、環境政策、環境管理の准教授として、2011年に調査を主導し、ミツバチのレンタルに依存することを少なくすれば、農家はより費用対効果が高くなる可能性があると結論付けた。彼女の学業成績が認められ、クレメンは2013年にカリフォルニア科学アカデミーのフェローに選出されました。ジャーナル「持続可能な食品システムのフロンティア」の編集長に任命された。
2019年、クレメンはカリフォルニア大学バークレー校を離れ、資源・環境・持続可能性研究所の最初のブリティッシュコロンビア大学（UBC）生物多様性研究の学長の優秀議長の1人になった。この役職を務めている間、彼女は「科学、教育、社会への彼女の並外れた貢献」が認められてアメリカ自然史博物館から名誉学位を授与された。2020年、クレメンは「持続可能な世界への道を模索した」ことでボルボ環境賞を受賞した。